# مایکل بیدولف
مایکل بیدولف (انگلیسی: Michael Biddulph؛ ۳۰ ژوئیه ۱۸۲۳ – ۲۳ ژوئیه ۱۹۰۴ (۸۰ ساله)) فرد نظامی اهل پادشاهی متحد بریتانیای کبیر و ایرلند بود. وی همچنین برندهٔ جوایزی همچون نشان حمام شده‌است.